# Solicorynespora aterrima
Solicorynespora aterrima är en svampart som först beskrevs av Berk. & M.A. Curtis, och fick sitt nu gällande namn av R.F. Castañeda & W.B. Kendr. 1990. Solicorynespora aterrima ingår i släktet Solicorynespora, divisionen sporsäcksvampar och riket svampar.   Inga underarter finns listade i Catalogue of Life.